# Eunidia lateralis
Eunidia lateralis är en skalbaggsart som beskrevs av Charles Joseph Gahan 1893. Eunidia lateralis ingår i släktet Eunidia och familjen långhorningar.
Artens utbredningsområde är:
- Bangladesh.
- Laos.

Inga underarter finns listade i Catalogue of Life.